# Aeriél Miranda
Aeriél Christine Miranda (Dallas, 3 aprile 1992) è un'attrice statunitense, conosciuta soprattutto per aver interpretato il ruolo ricorrente di Shana Fring nel teen drama di ABC Family Pretty Little Liars e nel suo spin-off sul web Pretty Dirty Secrets, dove il suo personaggio è comparso per la prima volta prima di approdare alla serie principale.

## Biografia
Nata a Dallas, in Texas, Miranda ha vissuto spostandosi tra Boston in Massachusetts e New Orleans in Louisiana. Le sue origini etniche sono molto varie ed includono avi provenienti da Africa occidentale, Portogallo, Francia, Germania e Capo Verde.
Prima di debuttare nel mondo dello spettacolo come attrice, partecipò come concorrente alla quinta stagione del reality show statunitense Endurance e ad un'edizione per famiglie della competizione Fear Factor.

## Filmografia

### Cinema
- Love Triangle, regia di Markiss McFadden (2013)
- Straight Outta Compton, regia di F. Gary Gray (2015)
- Shock, regia di Moziko Wind e Markiss McFadden (2016)
- Almost Amazing, regia di Justin Price (2017)

### Televisione
- Le nove vite di Chloe King (The Nine Lives of Chloe King) – serie TV, 4 episodi (2011)
- Pretty Dirty Secrets – webserie, 5 episodi (2012)
- Pretty Little Liars – serie TV, 12 episodi (2013-2014)
- The Tomorrow People – serie TV, episodio 1x06 (2013)
- Jennifer Falls – serie TV, episodio 1x06 (2014)
- La sposa perfetta (Bridal Boot Camp), regia di Jake Helgren – film TV (2017)
- Game of thrones – serie TV 2019